# マルホン工業
マルホン工業株式会社（マルホンこうぎょう、英: MARUHON INDUSTRY Co.,Ltd）は、愛知県春日井市に本社を置くパチンコメーカー。

## 概要
1985年までは権利物の開発がメインで、僅かな釘調整で出玉無制限型だったが、いわゆる一発台だとして警察の逆鱗に触れることになった。
1993年に発売された権利物『ソルジャー 』や1994年に発売された羽根モノ『ファインプレー』は大ヒット作となり、みなし機問題により2006年に撤去されるまで多くの店舗で親しまれていた。また、デジタル部分のドット表示や時短機能のある機種も多かった。
2009年発売の『CRシャカRUSH』『CR戦国KIZUNA』やその続編がヒットするも、CR機隆盛の波には乗れずに起死回生となるほどの大ヒット作がなく、2015年3月、名古屋地方裁判所に民事再生法の適用を申請し、同年9月に名古屋地方裁判所から民事再生手続開始決定を受けた。
倒産以降は予算削減のため、全社員を5人に絞り込んでの大量リストラによる中小企業化に伴い、他者との競合が激しいジャンルの液晶演出機や外部版権タイアップ機種の生産からは撤退し、お家芸であるセグメント演出・LEDドット演出・音のみの演出を売りにしたオリジナル機種のみの少数発表に絞り込まれている。当社が契約していた外部版権における競合他社へのパチンコ化権売却は一つも無かったが、それ以降も倒産以前からシリーズ化していた『シャカシリーズ』に加え、2018年に発売した三段クルーンを搭載した『CR天龍∞（てんりゅうインフィニティ）』が会社再生に一役買う程ヒットしていた。

## 機種一覧

### 旧要件機（主要機種）
- 1993年 - ソルジャー、びっくりマン、ビッグナイン
- 1994年 - ファインプレー
- 1995年 - ファンキードクター
- 1997年 - CRゴーストダンサーズ
- 1999年 - CRミスターマリック
- 2000年 - セクシーショット
- 2001年 - CR海へいこう楽園天国、CR THE MASK
- 2002年 - スーパーファインプレー、CR花火師勘太
- 2003年 - CR静かなるドン新鮮組逆襲編、CRキン肉マン、CRハイスクール奇面組
- 2004年 - CR力也、CR純次、CR瀬川瑛子でございます

### 2004年改正規則準拠機
| 機種名                               | 発売年月   | 備考                                               |
| ------------------------------------ | ---------- | -------------------------------------------------- |
| CRウッディー・ウッドペッカー         | 2004年12月 | 初の新要件機                                       |
| CRワンワンストーリー                 | 2005年3月  |                                                    |
| CRファイブドラゴン                   | 2005年5月  | 権利物タイプ                                       |
| CRガーフィールド                     | 2005年6月  |                                                    |
| CR武藤敬司                           | 2005年9月  |                                                    |
| CR花火師勘太2                        | 2005年10月 | 業界初のデジパチ・羽根モノ混合タイプ               |
| CRビックリマン2000                   | 2006年4月  | 新枠「WARP MODEL」採用、初の甘デジスペックCR機発売 |
| CRアクアポリス2                      | 2006年8月  |                                                    |
| CRウッディー・ウッドペッカー2        | 2006年11月 |                                                    |
| CRすたこらレーサー                   | 2006年12月 | 甘デジ専用機種                                     |
| CR PRINCESS TENKO                    | 2006年12月 |                                                    |
| スーパービジョンファインプレー       | 2007年1月  | 直撃大当たり搭載の羽根モノタイプ                   |
| CRビッグファインプレー               | 2007年1月  | 直撃大当たり搭載の羽根モノタイプ                   |
| CR龍神王                             | 2007年4月  |                                                    |
| CRソルジャーリターンズ               | 2007年5月  | デジパチ・羽根モノ混合タイプ                       |
| CRメガトンザウラー2                  | 2007年7月  | 直撃大当たり搭載の羽根モノタイプ                   |
| CR今夜もドル箱R                      | 2007年8月  |                                                    |
| CR村松誠コレクション                 | 2007年12月 |                                                    |
| CR勘太とまつりの連発花火             | 2008年3月  |                                                    |
| CR龍剣伝説                           | 2008年5月  | 甘デジ専用機種                                     |
| CRデビルモンスターズ                 | 2008年7月  |                                                    |
| CR EアドベンチャーNEO                | 2008年11月 |                                                    |
| CRシャカRUSH                         | 2009年1月  |                                                    |
| CR中村美律子の人生祭りだ!だんじりだ! | 2009年4月  |                                                    |
| CRシャカRUSH7                        | 2009年9月  |                                                    |
| CR戦国KIZUNA                         | 2009年10月 | 新枠「輝鎧」採用                                   |
| CR神魂合体ゴーダンナー               | 2010年4月  |                                                    |
| CR銀と金                             | 2010年4月  |                                                    |
| CR大シャカRUSH                       | 2010年7月  |                                                    |
| CRフルアヘッド!ココ                  | 2010年11月 |                                                    |
| CR戦国KIZUNA 第二陣 紅の修羅         | 2011年1月  |                                                    |
| CR信長                               | 2011年4月  |                                                    |
| CR龍馬〜鉄矢の幕末グラフィティ〜     | 2011年8月  |                                                    |
| CR喧嘩番長                           | 2011年11月 |                                                    |
| CR銀と金2                            | 2012年3月  |                                                    |
| CRゼブラーマン -ゼブラシティの逆襲-  | 2012年6月  | 新枠「Z-MODEL」採用                                |
| CR戦国KIZUNA 第三陣 暁の鬼           | 2012年10月 |                                                    |
| CR NINJA BLADE                       | 2013年7月  |                                                    |
| CR銀河鉄道物語〜永遠への分岐点〜     | 2013年9月  |                                                    |
| CR超シャカRUSH                       | 2014年2月  |                                                    |
| CR@ほぉ〜むカフェ                    | 2014年5月  |                                                    |
| CRAシャカRAP                         | 2014年6月  | 羽根モノ                                           |
| CR坂本冬美-いい女になりたくて-       | 2014年7月  |                                                    |
| CRミッドナイトラスベガス             | 2014年9月  |                                                    |
| CRAファインプレー                    | 2014年11月 | 羽根モノ                                           |
| CRパールセブン                       | 2014年11月 |                                                    |
| CR野菜の王国                         | 2015年1月  |                                                    |
| CRシャカンナーF                      | 2015年9月  |                                                    |
| CRソルジャーSRT1                     | 2016年4月  |                                                    |
| CR沖7                                | 2017年3月  |                                                    |
| CRAカナカナwith桃乃木かな            | 2017年9月  | 「CR沖7」の甘デジ版、新枠「改良(ZZ-MODEL)」採用    |
| CR天龍∞（インフィニティ）            | 2018年1月  | 2018年新内規仕様あり                               |
| CRシャカリーナ                       | 2018年10月 |                                                    |

### 2018年改正規則準拠機
| 機種名                            | 発売年月   | 備考                                    |
| --------------------------------- | ---------- | --------------------------------------- |
| P沖7 BLACK                        | 2019年8月  | 5段階設定、新枠「R1-MODEL」採用         |
| P鳳凰∞                            | 2019年11月 |                                         |
| P D-CLOCK                         | 2020年4月  |                                         |
| Pカナカナ2 with桃乃木かな         | 2020年7月  |                                         |
| P鳳凰∞LM                          | 2020年8月  |                                         |
| P真・シャカRUSH                   | 2021年1月  | C時短搭載                               |
| P天龍∞2                           | 2021年6月  |                                         |
| P沖7 しーさーばーじょん           | 2021年12月 | 3段階設定                               |
| P獅子王                           | 2022年4月  |                                         |
| P真シャカRUSH Jr.                 | 2022年6月  |                                         |
| Pゴールデン鳳凰∞                  | 2022年7月  |                                         |
| P天龍∞ SEVEN                      | 2023年4月  | 二種タイプ、BLUE Ver.はリミッター搭載機 |
| Pファンキードクター 悪魔12000ver. | 2024年3月  | 新枠「R5-MODEL」採用、二種タイプ        |
| Pファンキードクター 天使ver.      | 2024年7月  | C時短搭載                               |
| PシャカRUSH Z                     | 2024年12月 | ラッキートリガー搭載                    |

出典：パチンコ機種情報（パチンコビレッジ）／機種インデックス（P-WORLD）

## 事業所
民事再生手続開始前は全国各地に営業拠点を持っていたが、民事再生手続開始決定後の事業所は、本社・東京支店・大阪支店の3か所に集約された。
- 本社（愛知県春日井市）
- 東京支店（東京都台東区）
- 大阪支店（大阪府大阪市浪速区）

## かつての関連企業
- 北日本マルホン株式会社
- 九州マルホン株式会社